# Phytomia poensis
Phytomia poensis är en tvåvingeart som först beskrevs av Mario Bezzi 1912.  Phytomia poensis ingår i släktet Phytomia och familjen blomflugor. Inga underarter finns listade i Catalogue of Life.